# Marlene-Sophie Haagen
Marlene-Sophie Haagen (* 25. September 1991 in Mainz) ist eine deutsche Schauspielerin und Performerin.

## Leben und Wirken
Haagen wuchs in Mainz auf. Nach dem Abitur studierte sie von 2012 bis 2016 Schauspiel an der Hochschule für Musik, Theater und Medien Hannover und der University of the Arts London. 2014 erhielt sie das Deutschlandstipendium. Anschließend spielte sie unter anderem am Staatstheater Wiesbaden, Deutschen Theater Göttingen, Stadttheater Gießen, auf Kampnagel Hamburg, bei den Burgfestspielen Bad Vilbel und am E.T.A.-Hoffmann-Theater in Bamberg.
2018 übernahm sie ihre erste größere Fernsehrolle als Königin Katharina in der SWR-Produktion Das Jahr ohne Sommer. 2021 war sie in dem deutschen Oscarkandidaten Ich bin dein Mensch von Maria Schrader zu sehen.

## Bühnenrollen (Auswahl)
- 2016: Amalie in Molières / Dachselts Der Herr von Wutzebach – Fliegende Volksbühne Frankfurt, Regie: Sarah Quast
- 2017: Clementine in Marieluise Fleißers Fegefeuer in Ingolstadt – Stadttheater Gießen, Regie: Thomas Goritzky
- 2017: LIKE HEIMAT I LIKE – Stadttheater Gießen, Regie: Falk Rößler (FUX), Milan Pešl
- 2018: Mädchen in Heiner Müllers Mauser – Kampnagel Hamburg, Regie: Sophia Barthelmes
- 2018: Anne Frank[5] in Das Tagebuch der Anne Frank – Burgfestspiele Bad Vilbel, Regie: Ulrich Cyran
- 2018: Niza in Das achte Leben (Für Brilka) – E.T.A.-Hoffmann-Theater Bamberg, Regie: Sibylle Broll-Pape[6]
- 2020: Widerhall – studioNaxos Frankfurt, Regie: Marie Schwesinger
- 2021: Cate in Sarah Kanes Zerbombt – Landungsbrücken Frankfurt, Regie: Linus Koenig und Felix Bieske[7]
- 2021: Jeanne in Evelyne de la Chenelières Zeit des Lebens – Landungsbrücken Frankfurt, Regie: Kornelius Eich[8]
- 2022: Ein Sommernachtstraum von Shakespeare – Staatstheater Wiesbaden, Regie: Tilo Nest[9]
- 2022: Wutschweiger – Staatstheater Wiesbaden, Regie: Mia Constantine
- 2022: Ruth in Teresa Doplers Das weiße Dorf – Landungsbrücken Frankfurt, Regie: Kornelius Eich[10]
- 2023: Marianne in Molières Tartuffe – Staatstheater Wiesbaden, Regie: Uwe Eric Laufenberg[11]
- 2023: Stella in Endstation Sehnsucht – Staatstheater Wiesbaden, Regie: Mirja Biel

## Filmografie (Auswahl)
- 2017: Atlas
- 2018: Das Jahr ohne Sommer[12]
- 2020: Neues aus Hinterbingenbach
- 2021: Ich bin dein Mensch
- 2022: Unzuverlässige Zeugin (Kurzfilm)
- 2022: In aller Freundschaft – Die jungen Ärzte (Fernsehserie, Folge Hürden)
- 2023: KraNK